# Corey Anderson
Corey Anderson (Rockford, 22 settembre 1989) è un artista marziale misto statunitense.
Combatte nella divisione dei pesi mediomassimi per l'organizzazione statunitense UFC. È stato fra i vincitori del reality show The Ultimate Fighter: Team Edgar vs. Team Penn nel 2014.
Per i ranking ufficiali dell'UFC è il contendente numero 7 nella divisione dei pesi mediomassimi.Dal 2020 combatte nello promotion Bellator

## Caratteristiche tecniche
Specializzato nella lotta libera, Anderson è un lottatore che predilige il combattimento a terra. Si è tuttavia dimostrato abile anche negli scambi in piedi, grazie a buone abilità nel kickboxing.

## Carriera nelle arti marziali miste

### Ultimate Fighting Championship
Il 9 dicembre 2016 sfida il connazionale Sean O'Connell all'evento UFC Fight Night 102, trionfando via KO tecnico al secondo round.

## Risultati nelle arti marziali miste
| Risultato  | Record   | Avversario                | Metodo                                    | Evento                                                | Data             | Round | Tempo | Città                      | Note |
| ---------- | -------- | ------------------------- | ----------------------------------------- | ----------------------------------------------------- | ---------------- | ----- | ----- | -------------------------- | --- |
| Vittoria   | 19-6 (1) | Denis Goltsov             | KO tecnico (gomitate)                     | PFL Champions Series 2                                | 19 luglio 2025   | 2     | 3:28  | Città del Capo, Sudafrica  | |
| Vittoria   | 18-6 (1) | Karl Moore                | Decisione (unanime)                       | Bellator Champions Series 1                           | 22 marzo 2024    | 3     | 5:00  | Belfast, Irlanda del Nord  | Vince il titolo vacante pesi mediomassimi Bellator                                                                                 |
| Vittoria   | 17-6 (1) | Phil Davis                | Decisione (non unanime)                   | Bellator 297                                          | 16 giugno 2023   | 3     | 5:00  | Chicago, Stati Uniti       | |
| Sconfitta  | 16-6 (1) | Vadim Nemkov              | Decisione (unanime)                       | Bellator 288                                          | 18 novembre 2022 | 5     | 5:00  | Chicago, Stati Uniti       | Ripetizione finale torneo per il titolo pesi mediomassimi Bellator                                                                 |
| No Contest | 16-5 (1) | Vadim Nemkov              | No Contest (scontro accidentale di testa) | Bellator 277                                          | 15 aprile 2022   | 3     | 4:55  | San Jose, Stati Uniti      | Finale torneo per il titolo pesi mediomassimi Bellator. Lo scontro di teste ha reso Nemkov impossibilitato a proseguire l'incontro |
| Vittoria   | 16-5     | Ryan Bader                | KO Tecnico (pugni)                        | Bellator 268                                          | 16 ottobre 2021  | 1     | 0:51  | Phoenix, Stati Uniti       | Semifinale torneo per il titolo pesi mediomassimi Bellator                                                                         |
| Vittoria   | 15-4     | Dovletdzhan Yagshimuradov | KO tecnico (gomitate e pugni)             | Bellator 257: Nemkov vs. Davis 2                      | 16 aprile 2021   | 3     | 2:15  | Uncasville, Stati Uniti    | Quarti di finale torneo per il titolo pesi mediomassimi Bellator                                                                   |
| Vittoria   | 14-4     | Melvin Manhoef            | KO tecnico (gomitate e pugni)             | Bellator 251: Manhoef vs. Anderson                    | 5 novembre 2020  | 2     | 2:23  | Uncasville, Stati Uniti    | |
| Sconfitta  | 13-5     | Jan Błachowicz            | KO (pugno)                                | UFC Fight Night: Anderson vs. Błachowicz 2            | 15 febbraio 2020 | 3     | 3:08  | Rio Rancho, Stati Uniti    | |
| Vittoria   | 13-4     | Johnny Walker             | KO tecnico (pugni)                        | UFC 244: Masvidal vs. Diaz                            | 2 novembre 2019  | 1     | 2:07  | New York, Stati Uniti      | Performance of the Night |
| Vittoria   | 12-4     | Ilir Latifi               | Decisione (unanime)                       | UFC 232: Jones vs. Gustafsson 2                       | 29 dicembre 2018 | 3     | 5:00  | Inglewood, Stati Uniti     | |
| Vittoria   | 11-4     | Glover Teixeira           | Decisione (unanime)                       | UFC Fight Night: Shogun vs. Smith                     | 22 luglio 2018   | 3     | 5:00  | Amburgo, Germania          | |
| Vittoria   | 10-4     | Patrick Cummins           | Decisione (unanime)                       | UFC Fight Night: Barboza vs. Lee                      | 21 aprile 2018   | 3     | 5:00  | Atlantic City, Stati Uniti | |
| Sconfitta  | 9-4      | Ovince Saint Preux        | KO (calcio alla testa)                    | UFC 217: Bisping vs. St-Pierre                        | 4 novembre 2017  | 3     | 1:25  | New York, Stati Uniti      | |
| Sconfitta  | 9-3      | Jimi Manuwa               | KO (pugno)                                | UFC Fight Night: Manuwa vs. Anderson                  | 18 marzo 2017    | 1     | 3:05  | Londra, Inghilterra        | |
| Vittoria   | 9-2      | Sean O'Connell            | KO tecnico (pugni)                        | UFC Fight Night: Lewis vs. Abdurakhimov               | 9 dicembre 2016  | 2     | 2:36  | Albany, Stati Uniti        | |
| Sconfitta  | 8-2      | Maurício Rua              | Decisione (non unanime)                   | UFC 198: Werdum vs. Miocic                            | 14 maggio 2016   | 3     | 5:00  | Curitiba, Brasile          | |
| Vittoria   | 8-1      | Tom Lawlor                | Decisione (unanime)                       | UFC 196: McGregor vs. Diaz                            | 5 marzo 2016     | 3     | 5:00  | Las Vegas, Stati Uniti     | |
| Vittoria   | 7-1      | Fábio Maldonado           | Decisione (unanime)                       | UFC Fight Night: Belfort vs. Henderson 3              | 7 novembre 2015  | 3     | 5:00  | San Paolo, Brasile         | |
| Vittoria   | 6-1      | Jan Błachowicz            | Decisione (unanime)                       | UFC 191: Johnson vs. Dodson 2                         | 5 settembre 2015 | 3     | 5:00  | Las Vegas, Stati Uniti     | |
| Sconfitta  | 5-1      | Gian Villante             | KO Tecnico (pugni)                        | UFC on Fox: Machida vs. Rockhold                      | 18 aprile 2015   | 3     | 4:18  | Newark, Stati Uniti        | Fight of the Night |
| Vittoria   | 5-0      | Justin Jones              | Decisione (unanime)                       | UFC 181: Hendricks vs. Lawler II                      | 6 dicembre 2014  | 3     | 5:00  | Las Vegas, Stati Uniti     | |
| Vittoria   | 4-0      | Matt Van Buren            | KO Tecnico (pugni)                        | The Ultimate Fighter: Team Edgar vs. Team Penn Finale | 6 luglio 2014    | 1     | 1:01  | Las Vegas, Stati Uniti     | Vince il torneo pesi mediomassimi Ultimate Fighter 19                                                                              |
| Vittoria   | 3-0      | Stephen Flanagan          | KO Tecnico (pugni)                        | MMA Xtreme: Fists Will Fly                            | 24 agosto 2013   | 1     | 3:03  | Evansville, Stati Uniti    | Debutto nei pesi massimi |
| Vittoria   | 2-0      | Myron Dennis              | Decisione (unanime)                       | XFC: Vengeance                                        | 28 luglio 2012   | 5     | 5:00  | Grant, Stati Uniti         | |
| Vittoria   | 1-0      | J.R. Briones              | KO Tecnico (pugni)                        | NAFC: Battleground                                    | 29 marzo 2013    | 1     | 3:01  | Milwaukee, Stati Uniti     | Debutto nei pesi mediomassimi |